# Notre-Dame-des-Pins
Pour les articles homonymes, voir Notre-Dame.
Notre-Dame-des-Pins (autrefois Notre-Dame-de-la-Providence) est une municipalité de paroisse dans la municipalité régionale de comté de Beauce-Sartigan au Québec (Canada), située dans la région administrative de Chaudière-Appalaches. Le village est situé à mi-chemin entre Saint-Georges et Beauceville  
En 1978 le conseil municipal adopte une résolution demandant un changement de nom pour la municipalité : ainsi Notre-Dame-de-la-Providence devient Notre-Dame-des-Pins. Les 1 500 résidents sont connus comme des notredamoises ou notredamois.

## Histoire
La municipalité est fondée en 1926 et regroupe des terres faisant partie du territoire de Beauceville et de quelques terres faisant partie du territoire de Saint-Georges. Le premier maire de la municipalité est Philippe Thibodeau. La population locale d'alors est principalement des agriculteurs et des travailleurs forestiers.
Le principal motif invoqué par les résidents d’alors est la longue distance à parcourir pour assister aux offices religieux. Les résidents du secteur doivent parcourir une dizaine de kilomètres en voiture à cheval ce qui représente un périple d’un peu plus d’une heure.

### Chronologie
- 29 juin 1926 : Érection de la paroisse de Notre-Dame-de-la-Providence.
- 11 novembre 1978 : La paroisse de Notre-Dame-de-la-Providence devient la paroisse de Notre-Dame-des-Pins.

## Géographie
La rivière Gilbert conflue avec la rivière Chaudière au centre de la municipalité.

## Démographie
| 1996  | 2001  | 2006  | 2011  | 2016  | 2021  |
| ----- | ----- | ----- | ----- | ----- | ----- |
| 1 006 | 1 030 | 1 065 | 1 227 | 1 594 | 1 812 |

## Administration
Les élections municipales se font en bloc pour le maire et les six conseillers.
| Notre-Dame-des-Pins Maires depuis 2001                                                                               |                 |         |          |
| Élection | Maire           | Qualité | Résultat |
| 2001 | Viateur Boucher |         | Voir     |
| 2005 | Viateur Boucher | Voir    |          |
| 2009 | Pierre Bégin    |         | Voir     |
| 2013 | Pierre Bégin    | Voir    |          |
| 2017 | Lyne Bourque    |         | Voir     |
| 2021 | Alain Veilleux  |         | Voir     |
| Élection partielle en italique Depuis 2005, les élections sont simultanées dans toutes les municipalités québécoises |                 |         |          |

## Patrimoine

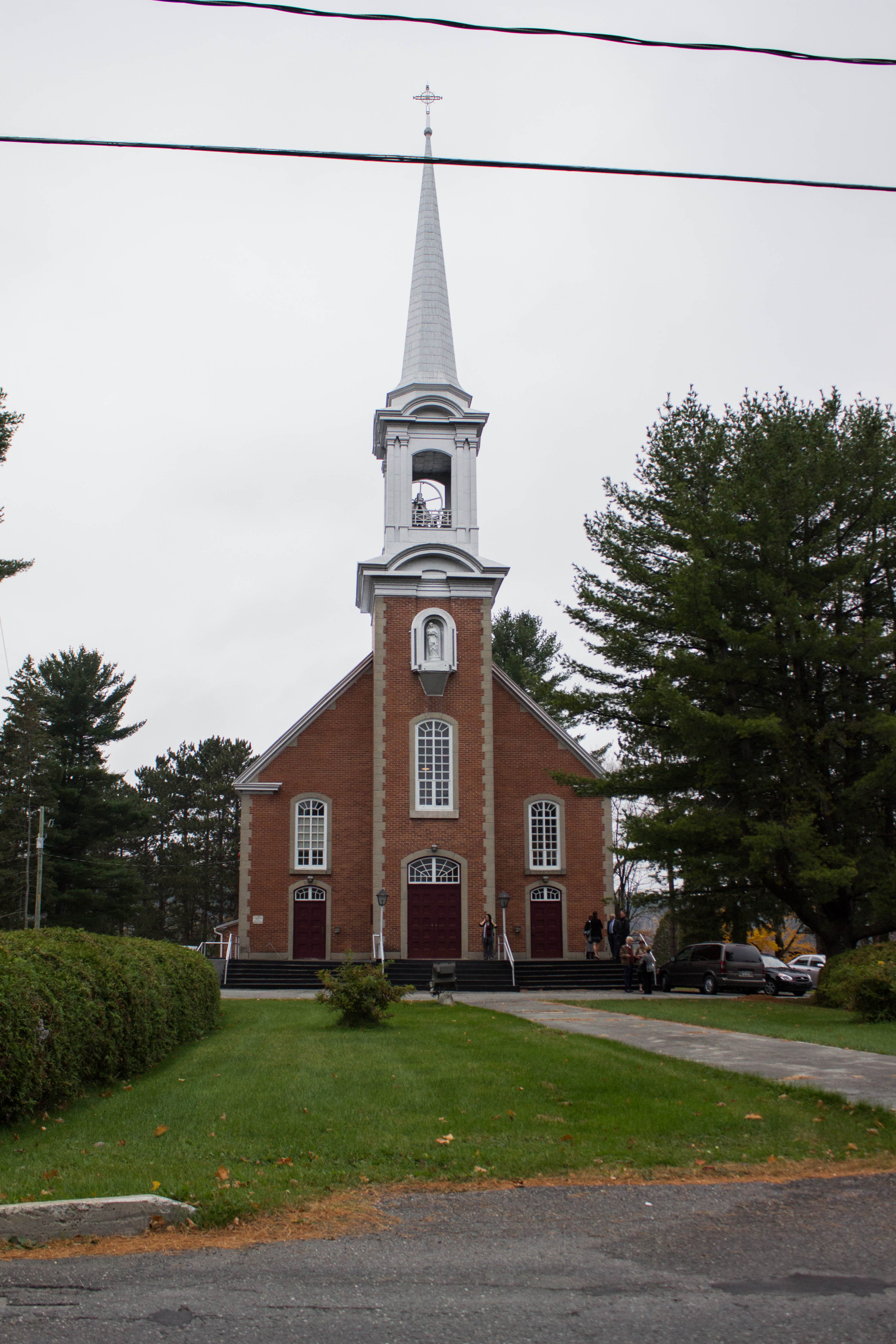
Église de Notre-Dame-de-la-Providence
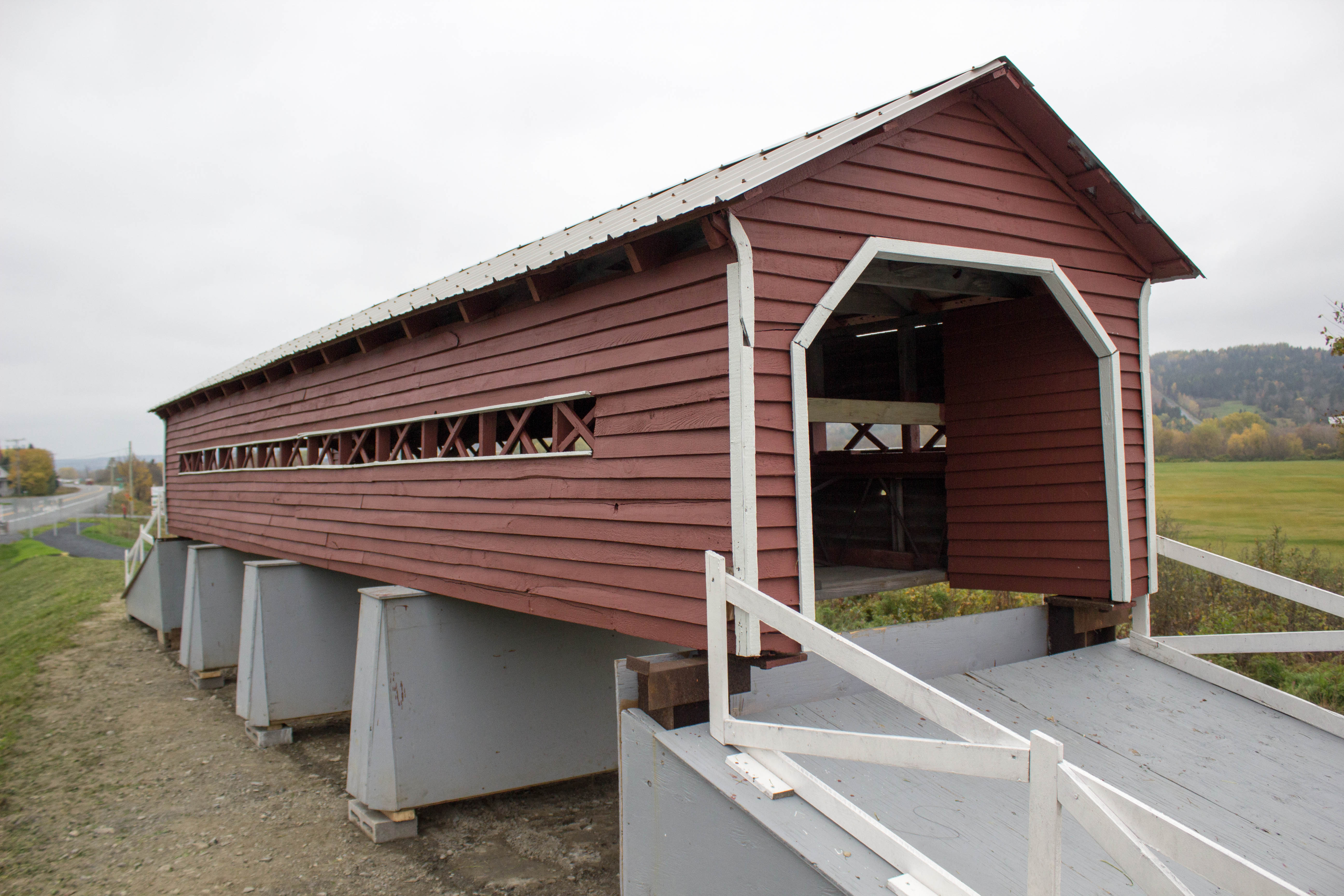
Une maquette du pont Perrault réalisée par Ernest Baillargeon en 2002
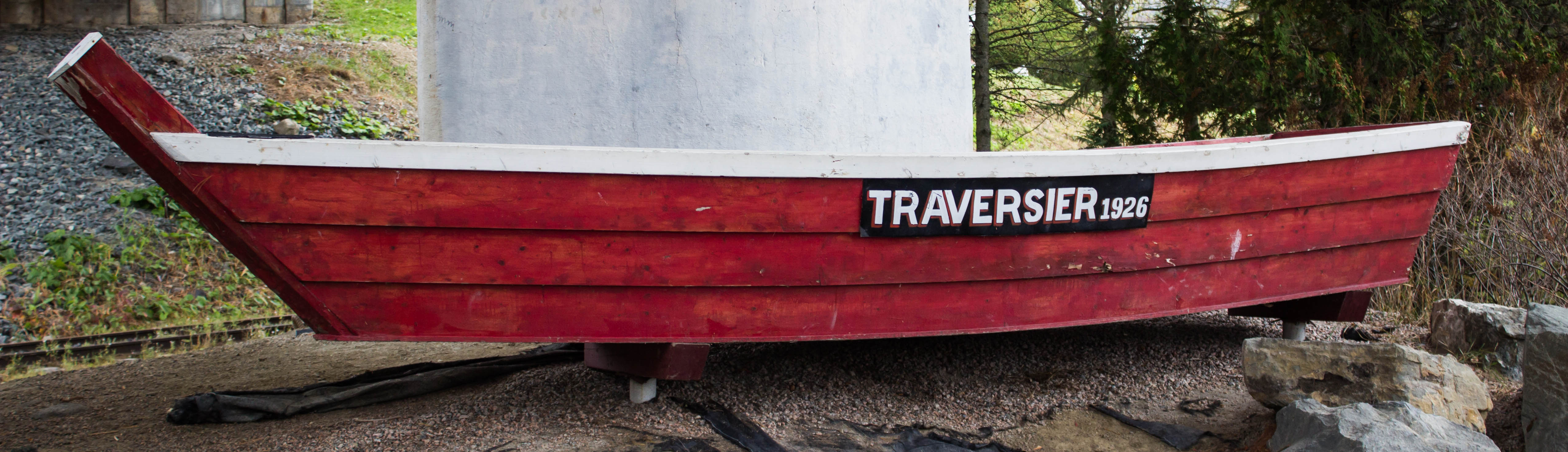
Ancien traversier exposé près du pont Perrault

L'église de Notre-Dame-de-la-Providence est érigée en 1930. Dessinée par l'architecte Lorenzo Lauger, elle est construite par Ludger Bérubé. Le noyau paroissial est complété par un presbytère et un cimetière. Ce dernier comprend un charnier et un calvaire.
Le premier pont pour traverser la rivière Chaudière est construit en 1927. Il est emporté par la débâcle printanière d’avril 1928. Un pont couvert est construit en 1928. Le pont Perreault est classé comme immeuble patrimonial par le ministère de la Culture et des Communications le 2 décembre 2004. Une plaque commémorative indique ce classement. Il est devenu monument historique[évasif] en décembre 2007[réf. souhaitée]. Son tablier mesure officiellement 150,94 mètres. Selon la tradition beauceronne, il mesure 496 pieds de long, soit  154,5 mètres, ce qui en ferait le plus long pont couvert au Québec et le deuxième en importance en Amérique du Nord.

## Développement économique
Au début des années 1940 est créée la première entreprise industrielle locale: La Menuiserie des Pins qui fabrique des portes et des fenêtres en bois. L’arrivée de cette industrie marque le développement économique de la petite municipalité. À cette époque, s'implantent deux beurreries, deux forges et deux moulins à scie. Un peu plus tard, soit vers le début des années 1960, la municipalité accueille une pâtisserie et deux fermes de produits avicoles. À la même époque, la municipalité compte deux petits hôtels pour les voyageurs venant du Maine.